# 5-氨甲酰基色胺
5-氨甲酰基色胺（缩写5-CT）是一种含氮有机化合物，化学式C11H13N3O，为色胺衍生物，可作为多种5-羟色胺受体的激动剂。